# Katie Archibald
Katie Archibald   (Chertsey, 12 de març de 1994) és una ciclista escocesa especialista en el ciclisme en pista. El 2014 es va proclamar Campiona de Persecució per equips i el 2016 Campiona Olímpica en la mateixa prova. Va guanyar a Tòquio una segona medalla d'or olímpica.

## Palmarès en pista
- 2013
  -  Campiona d'Europa en Persecució per equips (amb Danielle King, Laura Trott, Elinor Barker i Joanna Rowsell)
- 2014
  -  Campiona del món de persecució per equips (amb Joanna Rowsell, Elinor Barker i Laura Trott)
  -  Campiona d'Europa en Persecució
  -  Campiona d'Europa en Persecució per equips (amb Ciara Horne, Elinor Barker i Laura Trott)
  -  Campiona del Regne Unit en Persecució
- 2015
  -  Campiona d'Europa en Persecució
  -  Campiona d'Europa en Cursa per eliminació
  -  Campiona d'Europa en Persecució per equips (amb Joanna Rowsell, Elinor Barker, Laura Trott i Ciara Horne)
  -  Campiona del Regne Unit en Persecució per equips (amb Ciara Horne, Joanna Rowsell i Sarah Storey)
- 2016
  -  Medalla d'or als Jocs Olímpics de Rio de Janeiro en persecució per equips (amb Laura Trott, Elinor Barker i Joanna Rowsell)
  -  Campiona d'Europa en Persecució
  -  Campiona d'Europa en Òmnium
- 2017
  -  Campiona del món en Òmnium
  -  Campiona d'Europa en Persecució
  -  Campiona d'Europa en Òmnium
  -  Campiona del Regne Unit en Persecució
  -  Campiona del Regne Unit en Puntuació
  -  Campiona del Regne Unit en Scratch
  -  Campiona del Regne Unit en Òmnium
- 2018
  -  Campiona del món en americana
  - Medalla d'or als Jocs de la Commonwealth en persecució individual
  -  Campiona d'Europa en Persecució per equips
  -  Campiona del Regne Unit en americana
  -  Campiona del Regne Unit en Persecució
  -  Campiona del Regne Unit en Puntuació
  -  Campiona del Regne Unit en Scratch
- 2019
  -  Campiona d'Europa en Persecució per equips
  -  Campiona del Regne Unit en Persecució
  -  Campiona del Regne Unit en Puntuació
- 2020
  -  Medalla d'or olímpica en persecució en cursa a l'americana
  - Medalla d'argent olímpica en persecució per equips
  -  Campiona d'Europa en Persecució per equips
  -  Campiona d'Europa en Persecució en cursa als punts
- 2021
  -  Campiona del món en òmnium
  -  Campiona d'Europa en americana
  -  Campiona d'Europa en scratch
  -  Campiona d'Europa en òmnium
- 2023
  -  Campiona del món en persecució per equips
  -  Campiona d'Europa en Persecució per equips
  -  Campiona d'Europa en americana
  -  Campiona d'Europa en òmnium
- 2024
  -  Campiona del món en persecució per equips
- 2025
  -  Campiona del Regne Unit en Puntuació

### Resultats a laCopa del Món
- 2013-2014
  - 1a a Manchester, en Persecució per equips
- 2014-2015
  - 1a a Londres, en Persecució per equips
- 2016-2017
  - 1a a Glasgow, en Madison
- 2017-2018
  - 1a a Manchester, en Persecució per equips
  - 1a a Manchester i Milton, en Madison
  - 1a a Milton, en Puntuació

## Palmarès en ruta
- 2018
  - Vencedora d'una etapa al Baloise Ladies Tour